# 阿尔斯特防卫协会
阿尔斯特防卫协会（英語：Ulster Defence Association，简称UDA）是北爱尔兰的一个亲英国准军事组织。该组织成立于1971年，曾被指责在北爱尔兰亲天主教的民族主义者和亲新教的联合主义者之间的长达30年的暴力冲突中导致259人死亡。该组织在英国被认定为恐怖组织。2010年1月6日，该组织宣布已履行承诺，完全解除武装。

## 历史
1971年9月，阿尔斯特防卫协会在贝尔法斯特成立，负责保护新教、联合派和忠诚派区域。协会第一位领导人是查尔斯·哈丁·史密斯，最著名的发言人是汤米·赫伦。其协会巅峰期间的成员数目大概有4000名，主要是兼职成员。在这一时期，阿尔斯特防卫协会发动攻击时通常使用「阿尔斯特自由战士」（Ulster Freedom Fighters）的名字，包括1973年暗杀社会民主工党政治家Paddy Wilson。1974年，阿尔斯特防卫协会参加了厄尔斯特工人理事会大罢工，以反对桑宁代尔协议——一些联合派和忠诚派认为该协议向民族派让步太多。